# Newtonzahl
Die Newtonzahl {\displaystyle {\mathit {Ne}}} ist eine dimensionslose Kennzahl, die das Verhältnis der Fließwiderstandskraft {\displaystyle F_{\mathrm {W} }} zur Trägheitskraft der Strömung beschreibt. Sie ist nach dem englischen Physiker Isaac Newton benannt und definiert als:
{\displaystyle {\mathit {Ne}}={\frac {F_{\mathrm {W} }}{\rho v^{2}L^{2}}}}
dabei ist
- {\displaystyle \rho } die Dichte des Fluids
- {\displaystyle v} die Strömungsgeschwindigkeit
- {\displaystyle L} eine charakteristische Länge

Bei viskosen Strömungen entsteht ein solcher Fließwiderstand etwa durch Wirbel. Betrachtet man eine Strömung, die durch einen Druckunterschied {\displaystyle \Delta p} zustande kommt, gilt {\displaystyle F_{\mathrm {W} }=\Delta p\cdot L^{2}}, sodass die Newtonzahl identisch ist mit der Eulerzahl
{\displaystyle {\mathit {Eu}}={\frac {\Delta p}{\rho \,v^{2}}}}.
Betrachtet man eine Strömung, die durch Gravitation verursacht wird, so ist die Newton-Zahl der Kehrwert der Froudezahl {\displaystyle {\mathit {Fr}}={\mathit {Eu}}^{-1}}. Für innere Reibung ist die Newtonzahl der Kehrwert der Reynoldszahl {\displaystyle {\mathit {Re}}={\mathit {Eu}}^{-1}}.

## Anwendungsbeispiel

### Verfahrenstechnik
Die Newtonzahl ist ein dimensionsloses Maß für die, z. B. in einen Rührkessel, über einen Rührer eingebrachte Leistung; als Definition gilt:
{\displaystyle {\mathit {Ne}}={\frac {P}{\rho n^{3}d_{R}^{5}}}} .
Sie gibt an, welcher Anteil der Leistung {\displaystyle P} eines Rührwerkes tatsächlich als hydraulische Leistung {\displaystyle {\rho n^{3}d_{R}^{5}}} zur Verfügung steht.
| Formelzeichen         | Bezeichnung       | Bspw. in SI-Einheiten               |
| --------------------- | ----------------- | ----------------------------------- |
| {\displaystyle P}     | Leistung          | {\displaystyle \mathrm {W} }        |
| {\displaystyle \rho } | Dichte            | {\displaystyle \mathrm {kg/m^{3}} } |
| {\displaystyle n}     | Drehzahl          | {\displaystyle \mathrm {1/s} }      |
| {\displaystyle d_{R}} | Rührerdurchmesser | {\displaystyle \mathrm {m} }        |